# Anadir (település)
Anadir (oroszul: Анадырь) város Oroszország távol-keleti részén, Csukcsföld fővárosa. Fontos kikötő a Bering-tenger Anadiri-öblében.
Lakossága: 13 045 fő (a 2010. évi népszámláláskor).

## Fekvése
A város Szibéria távol-keleti részén, a Bering-tenger Anadiri-öblének a partján épült. A város az örök fagy körzetébe esik: az átlaghőmérséklet januárban −20 °C alatt van, de júliusban sem éri el a +10 °C-ot.

## Története
A települést cári parancsra L.F.Grinyeveckij alapította 1889 augusztusában.

## Gazdasági élet, közlekedés

### Gazdaság
Az alapvető gazdasági tevékenység a halászat, de a város közelében jelentős a szén- és aranybányászat.

### Közlekedés
A anadiri repülőtér (IATA: DYR, ICAO: UHMA) hivatalos nemzetközi repülőtér. Közvetlen menetrend szerinti légijáratok kötik össze a Moszkvai Domogyedevói repülőtérrel és az Alaszkai Nome-mal.
Anadir tengeri kikötő a Bering-tenger partján.

## Érdekesség
A város fejlesztésében nagy érdemeket szerzett Roman Abramovics orosz olajmilliárdos, a Chelsea FC korábbi tulajdonosa, Csukcsföld kormányzója.